# کانر گلگر
کانِر جان گَلَگِر (انگلیسی: Conor Gallagher؛ زادهٔ ۶ فوریهٔ ۲۰۰۰) بازیکن فوتبال اهل انگلستان است که در پست هافبک برای باشگاه اتلتیکو مادرید بازی می‌کند. او پیش از این از سال ۲۰۱۹ تا ۲۰۲۴ برای تیم فوتبال چلسی در لیگ برتر فوتبال انگلستان بازی کرد 
کانر گلگر مسیر فوتبالی خود را از سال ۲۰۰۸ با آکادمی چلسی شروع کرد. او در اکتبر ۲۰۱۸ قراردی را به مدت سه سال به عنوان بازیکن تیم اصلی چلسی به امضا رساند اما به دلیل عمل جراحی قلبی که در همان زمان انجام داده بود نتوانست در فینال لیگ اروپا ۲۰۱۹ بازی کند.
در نهایت او به عنوان بهترین بازیکن آکادمی فصل ۲۰۱۸–۲۰۱۹ چلسی انتخاب شد. در ۱۷ سپتامبر ۲۰۲۰ یعنی یک سال قبل از اتمام قرارداد قبلی، او قراردادی را به مدت ۵ سال با چلسی امضا کرد.
پس از آن در سال ۲۰۲۰ به صورت قرضی به باشگاه چمپیونشیپ ولزی سوانزی پیوست. از باشگاه‌هایی که در آن بازی کرده‌است، می‌توان به باشگاه فوتبال چارلتون اتلتیک و کریستال پالاساشاره کرد.
طی فصل‌های ۲۰۲۲–۲۰۲۳ زمزمه‌هایی از عدم تمدید قرارداد او و چلسی به گوش می‌رسید. باشگاه‌های تاتنهام و وستهم از لیگ برتر انگلستان خواهان جذب این بازیکن بودند. هرچند او و باشگاه شایعات را تکذیب کردند اما بعد از کشمکش‌های طولانی میان او و باشگاه چلسی در تاریخ ۶ اوت ۲۰۲۴ جدایی رسمی او از چلسی اعلام شد و وی با قراردادی ۵ ساله به مبلغ ۴۰ میلیون یورو به باشگاه اتلتیکو مادرید در لالیگا پیوست. 
او همچنین در بسیاری از بازی‌های فصل ۲۰۲۳–۲۰۲۴ و با وجود مصدومیت برخی بازیکنان مانند بن چیلول و ریس جیمز به عنوان کاپیتان چلسی وارد زمین شد.
وی همچنین در تیم‌های ملی فوتبال زیر ۱۷ سال انگلستان، زیر ۱۸ سال انگلستان، زیر ۱۹ سال انگلستان، زیر ۲۰ سال انگلستان و زیر ۲۱ سال انگلستان بازی کرده‌است.

## افتخارت
چلسی
- لیگ قهرمانان ۲۰۲۱
- سوپر جام ۲۰۲۱
- جام جهانی باشگاه ۲۰۲۱
- نایب‌قهرمانی در جام اتحادیه ۲۰۲۴

تیم ملی زیر ۱۷ سال انگلستان
قهرمان جام جهانی زیر ۱۷ سال ۲۰۱۷
تیم ملی انگلستان
نایب قهرمان جام ملت های اروپا ۲۰۲۴